# محمدتقی زهتابی
محمدتقی زهتابی (متخلص به کیریشچی) (زادهٔ ‎۲۰ مهر ۱۳۰۲) در شهرستان شبستر و در اول دی ۱۳۷۷ درگذشت. وی عضو پیشین فرقهٔ دمکرات آذربایجان بود.
مراسمی با عنوان «قورولتای» یا کنگرهٔ بابک به مناسبت «سالروز تولد بابک خرمدین» به پیشنهاد او در دومین پنجشنبه و جمعهٔ تابستان در قلعهٔ بابک تشکیل می‌شود.

## جوانی
زهتابی در سال ۱۳۰۹ به مدرسهٔ ابتدایی در شبستر راه یافت و در سال ۱۳۱۵ تحصیل ابتدایی را به پایان رساند. وی برای ادامهٔ تحصیل به تبریز مهاجرت کرد و ۳ سال را در مدرسهٔ فیوضات تبریز به تحصیل پرداخت. پس از اتمام دبیرستان در سال ۱۳۲۰ در دانشسرای تربیت معلم تبریز به تحصیل ادامه داد و پس از پایان این دوره در سال‌های ۲۲–۱۳۲۳ در مدرسهٔ رشدیهٔ تبریز به تدریس دورهٔ ابتدایی مشغول بود. در همین سال‌ها زهتابی با حضور در کلاس‌های درس حاجی یوسف شعار به آموختن زبان عربی همت گماشت؛ و نیز با حضور در کلاس‌های زبان فرانسه کاتولیک‌های تبریز این زبان را نیز فرا گرفت.

## فعالیت در فرقهٔ دموکرات آذربایجان و خروج از ایران
پس از تأسیس فرقهٔ دمکرات آذربایجان و دولت خودمختار پیشه‌وری در ۱۳۲۴، وی نیز به عضویت شاخهٔ جوانان فرقهٔ دموکرات درآمد. فرقه، دانشسرای پسران را به‌عنوان «آذربایجان اونیورسیته‌سی» (دانشگاه آذربایجان) نامگذاری کرد و زهتابی در آن مشغول به تحصیل ادبیات شد به نحوی که دو بار در هفته، خود پیشه‌وری مبحث ادبیات دنیا را برای دانشجویان تدریس می‌کرد. با سقوط فرقه و بسته شدن دانشگاه برای تبدیل آن به دانشگاه تبریز در سال بعد، زهتابی شعر «سن اوسان من ده بویام» به معنای «تو آن هستی و من این هستم» با بیت‌های پایانی زیر را سرود.
| ایسته‌سن قارداش اولاق، بیر یاشایاق، بیرلیک ائدک | اگر می‌خواهی برادر باشیم، با هم زندگی کنیم، همبستگی داشته باشیم |
| وئرسن قول- قولا، بوندان سورا بیر یولدا گئدک    | دست در دست هم دهیم و از این پس در یک مسیر برویم                |
| اولاً، اؤزگه کولک‌لرله گره‌ک آخمایاسان            | اولاً، با باد بیگانگان به هر سو نروی                            |
| ثانیاً، وارلیغیما، خالقیما خور باخمایاسان       | دوماً، به موجودیت من، به مردم من به خواری ننگری                 |

با هدف ادامهٔ تحصیل و رهایی از تعقیبات سیاسی رژیم ایران، وی به صورت غیرقانونی به سال ۱۹۴۸ میلادی وطنش را به قصد آذربایجان ترک می‌کند. وی به علت ورود غیرقانونی به شوروی به زندان در سیبری محکوم گردید. شعری که بدان معروف شد «در زنجیر شاه» «Şahın zəncirində» به شرح زیر نوشته این دوران است:
| Azad doğulan insana qandal nə gərəkdir?   | برای انسانی که آزاد آفریده شده زنجیر (دستبند) از چیست؟ |
| ----------------------------------------- | ------------------------------------------------------ |
| Qandalları qırmışlara zindan nə deməkdir? | برای انسانی که زنجیر شده، از زندان گفتن چیست؟          |

پس از سه سال گذراندن عمر در سیبری همزمان با مرگ استالین حکم برائت گرفته و از سیبری به پایتخت تاجیکستان، شهر دوشنبه فرستاده می‌شود.
به امید تحصیل در مدارج بالا، با تحصیل در دورهٔ شبانه، تحصیلات مقدماتی خود را به پایان می‌برد. یک سال بعد با آرزوی تحصیل در باکو به آذربایجان بازمی‌گردد.

## همکاری با حکومت بعث عراق
در پی اختلاف مرزی ایران و عراق در دههٔ ۵۰ خورشیدی، عراق و ایران دست به تقویت جنبش‌های تجزیه‌طلبانه در دو کشور زدند. ایران به احزاب کردی در شمال عراق یاری کرد و عراق نیز اقدام به تربیت مزدور و ارسال اسلحه به بلوچستان کرد. در همین راستا محمود پناهیان از نوادگان پناهعلی‌خان جوانشیر از سران فرقهٔ دمکرات دعوت به عمل آمد که به بغداد برود. یکی از افراد همراه وی نیز محمد تقی زهتابی بود. وی در آنجا، ضمن همکاری با رژیم بعث عراق، به تأسیس یک گروه سیاسی به نام «جبههٔ ملی خلق‌های ایران» دست زد و شعبه‌هایی از آن به تبلیغ قومگرایی در آذربایجان، کردستان، بلوچستان و خوزستان ایران پرداخت. زهتابی همچنین در رادیو گروه به تبلیغ قومگرایی می‌پرداخت، وی مدتی نیز در دانشگاه بغداد فارسی تدریس می‌کرد. در سال ۱۹۷۵ توافق الجزیره میان ایران و عراق حاصل گشت. طبق این توافق دو کشور دست از خرابکاری در امور یکدیگر باید برمی‌داشتند. پس از آن عذر محمود پناهیان و گروه اعزامی خواسته شد و زهتابی مجبور به بازگشت به باکو گشت.

## بازگشت به ایران تا درگذشت
با آغاز انقلاب اسلامی در ایران، زهتابی خواستار بازگشت به ایران شد و با موافقت مقام‌های شوروی به کشور بازگشت. وی آنگونه که احمدی ذکر کرده است، به دلیل فعالیت‌ها و گرایش‌های شدید چپگرایی و پان‌ترکی، مدتی بعد دستگیر و زندانی شد. تحت تأثیر نوشته‌های پان‌ترکی محافل استانبول، آنکارا، باکو به نوشتن آثار رمانتیک و باژگونه تاریخی پیرامون «ستارخان» و «تاریخ باستانی ترک‌های ایران» و سایر بحث‌ها دست زد، تا از طریق این نوع وارونه‌سازی‌های تاریخی و آفریدن تاریخی تخیلی کهن و باستانی ترکی برای آذربایجان ایران، این منطقه را دارای پیشینه‌ای هماهنگ و مشترک با ترکیه و سایر مناطق نشان داده و با زدودن هر گونه پیوند تاریخی این منطقه با ایران، و تاریخ و تمدن و فرهنگ ایرانی پایه‌های گفتمان وحدت‌ساز پان‌ترکی را فراهم سازند. برخی از این افراد نظیر صدیق و زهتابی که دارای گرایش‌های چپ‌گرایانه پان‌ترکی شدیدتری بودند، به دلیل فعالیت‌های سیاسی و قوم‌گرایانه تحت فشار قرار گرفتند یا برای مدتی به زندان افتاده (مورد زهتابی در ایران) و از کشور خارج شدند. (مورد صدیق که در سال‌های ۱۳۵۹ به بعد به ترکیه و به جمهوری آذربایجان رفت و با محافل پان‌ترکی آن مناطق آشنا شد) گرچه این افراد به لحاظ موضع‌گیری سیاسی دارای گرایش چپ ولیبرال متفاوت بودند، اما در یک هدف اشتراک نظر داشتند و آن خلق هویت ترکی، و نه ایرانی، برای آذربایجان ایران و طرح، مستقیم و غیر مستقیم، اندیشهٔ وحدت (بیرلیک) «دو آذربایجان» بود. محافل پان‌ترکیستی باکو هم‌چنان با انتشار نشریه‌ها و سازماندهی گردهمایی پان‌ترکی، به ویژه پس از سال‌های ۱۳۶۱، و سرکوب حزب توده به بعد، با حمایت اتحاد جماهیر شوروی به تبلیغ پان‌ترکیستی علیه ایران ادامه می‌دادند. این فعالیت‌ها در طول سال‌های دههٔ ۱۹۸۰ ادامه پیدا کرد.
تحقیقی در مورد هویت‌خواهی در آذربایجان، که توسط مدرسهٔ نظام فرانسه منتشر شده است، نقش افرادی مثل زهتابی و صدیق در وارد کردن برداشتی همانند شوروی‌ها از هویت ملی آذربایجانی‌ها را به «قاچاقچیان فرهنگی» تشبیه می‌کند.
او در نهایت اول دی ۱۳۷۷ در خانه‌اش بر اثر سکتهٔ قلبی درگذشت و مراسم خاکسپاری او نیز در شهر شبستر انجام شد.

## آثار

### کتاب‌ها
ایران تورکلرینین اسکی تاریخی: اسکندر دووروندن ایسلاماقدر
ایران تورکلرینین اسکی تاریخی: ان قدیم دووردن اسکندره قدر
تاریخ دیرین ترکان ایران
میرزاعلی معجز و تحصیل زنان
معاصیر ادبی آذری دیلی (سس - صرف)
شاهین زنجیر ده (شعر مجموعه‌سی)
علی آقا واحددن خاطره لریم
آذربایجان تورکجه‌سینین نحوی
ایسلاما قدرکی ایران تورکلرینین دیلی و ادبیات
اینجی دیلیم: ادبی آذربایجان دیلینین قایدالاری
تئلیم‌خان حیاتی و یارادیجیلیغی
تور کجه‌م منیم، سس بایراغیم
سارا و محمد «اویون اثری» و ملیک ممد یا روبابه خالانین ناغیلی
شیخ محمد خیابان
غزللر (فضولی‌نین فارسجا غزللری چئویریلریندن سئچمه‌لر)
علی آقا واحددن خاطره‌لریم
علم معانی (کلیسکولوژی) زبان آذری
عروضون تورک فولکوروندا کوکلری
بذ قالاسیندا.
بختی یاتمیش.
قواعد الفارسیه.

### مقالات
- ماهنامهٔ (اتحاد یولو). بغداد
- پروانه‌نین سرگذشتی. بغداد
- باغبان ائل اوغلو. بغداد
- چریک افسانه‌سی. استانبول
- بذ قالاسیندا. برلین
- بختی یاتمیش. بغداد
- ارک هفته‌لییی. برلین
- هستی نسیم. بغداد
- جنایات ۲٬۵۰۰ ساله شاهان. بغداد
- آیا زبان فارسی به زبان ملل دیگر ایران برتریت دارد؟ بغداد
- قواعد الفارسیه. بغداد.
- زبان آذری ادبی معاصر. تبریز.
- قوی اولسون اون. تبریز

## تاریخ دیرین ترکان ایران
کتاب «تاریخ دیرین ترکان ایران (ایران تورکلرینین اسکی تاریخی)» به زبان آذربایجانی است. وی در این کتاب، به نقل از علی‌پاشا صالح (حقوقدان)، از کتاب سرگذشت قانون، مباحثی از تاریخ حقوق، تهران ۱۳۴۸، صفحه‌های ۸۸ و ۸۹ نوشته است:
می‌توان گفت که امروزه همهٔ محققان تاریخ باستان برآنند که سومریان از آسیای میانه یعنی از موطن اصلی ترکان به بین‌النهرین مهاجرت کرده‌اند.— علی پاشاصالح، تالیف محمدتقی زهتابی (۱۳۸۱)، تاریخ دیرین ترکان ایران، ترجمهٔ علی احمدیان سرای، ص. ۳۰، شابک
ادعای زهتابی دربارهٔ اشتراکات زبان ترکی با سومری با واکنش‌های زیادی مواجه شده، عباس جوادی زبان‌شناس ایرانی از جملهٔ این افراد است. او در این باره می‌گوید:
آنچه که آقای زهتابی بر پایهٔ گمانه‌زنی و آرزوی خود نوشته‌اند ادعا کند که تاریخ ترکان ایران تا هشت هزار سال قدمت دارد. چرا، چونکه به‌نظر آقای زهتابی از عیلامیان و سومریان گرفته تا اورارتو و مادها و هوریان همه و همه تُرک یا با ترک‌ها خویشاوند بوده‌اند.